# 铝汞齐
铝汞齐（Aluminium amalgam）是铝在金属汞中的溶液。

## 性质
中性。与水激烈反应，放出氢气。

## 制取
无油铝丝（片）用稀氢氧化钠洗净到强烈放出氢气时，用水粗洗一次，然后用0.5％氯化汞溶液处理一至两分钟。重复上述过程一次，即得汞齐化的光亮金属丝（片）。依次用水、乙醇、乙醚快速冲洗后，即可立即使用。现用现制。
也可用需要还原的底物与铝箔、氯化汞、無水乙醇和干燥的无硫苯溶剂回流，直接完成底物的还原反应。

## 用途
用作还原剂，特别适用于对碱敏感的羰基化合物的还原，如酮酸酯、烷基芳基酮还原成相应的醇酸酯和嚬哪醇；脱除不饱和碳上的磺酰基等。